# دوغلاس بالمر
دوغلاس بالمر (بالإنجليزية: Douglas Palmer)‏ (و. 1951 – م) هو سياسي، من الولايات المتحدة الأمريكية، ولد في ترنتون، نيوجيرسي، هو عضوٌ في الحزب الديمقراطي الأمريكي.

## مناصب
تولى منصب Mayor of Trenton, New Jersey.